# Рейнская провинция
Рейнская провинция (нем. Rheinprovinz), также Рейнланд (нем. Rheinland) — провинция Пруссии (с 1871 года — часть единой Германской империи). 
Провинция была создана в 1822 году путём слияния двух просуществовавших лишь недолгое время провинций Нижний Рейн и Юлих-Клеве-Берг. Столица — город Кобленц. Фактически прекратила существование в 1945 году. Сегодня основная часть бывшей Рейнской провинции входит в такие федеральные земли ФРГ как Северный Рейн-Вестфалия, Рейнланд-Пфальц и Саар.

## История

### Реорганизация прусских провинций
В 1815 году по итогам Венского конгресса по окончании освободительных войн территории Рейнской области попали под контроль Пруссии. В 1815/1816 годах для лучшей организации значительно увеличившейся территории государства в Пруссии была проведена административная реформа, предполагающая полное переустройство провинциального деления и учреждение должности обер-президента в провинциях. В числе десяти новых провинций на Рейне были образованы провинции Нижний Рейн со столицей в Кобленце и Юлих-Клеве-Берг со столицей в Кёльне. Однако уже 22 июня 1822 года обе рейнские провинции были объединены в единую Рейнскую провинцию. Включение данной территории в прусское государство проходило медленно и проблематично по причине введённого здесь ранее наполеоновского гражданского и торгового права, которое успело укрепить свои позиции. Кроме того, в отличие от других прусских провинций, Рейнская область отличалась более высоким уровнем урбанизации, а среди его населения преобладали католики.
На территории провинции имелись многочисленные анклавы. Княжество Лихтенберг до 1826 года принадлежало герцогству Саксен-Кобург-Заальфельд, а затем — герцогству Саксен-Кобург-Гота, пока в 1834 году не было продано Пруссии и включено в Рейнскую провинцию. Княжество Биркенфельд (позднее район Биркенфельд) принадлежало Великому герцогству Ольденбург, затем Свободному государству Ольденбург и лишь в 1937 году в результате нацистских административных реформ было передано Рейнской провинции. Единственным эксклавом Рейнской провинции до 1932 года был район Вельтцар, который затем в результате административной реформы был передан в провинцию Гессен-Нассау.

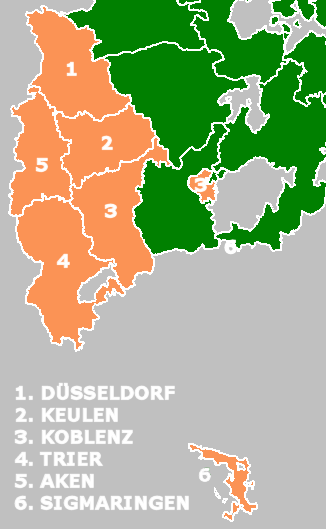
Округа Рейнской провинции, 1878

На территории провинции существовало пять административных округов:
1. Административный округ Дюссельдорф, центр — Дюссельдорф
2. Административный округ Кёльн, центр — Кёльн
3. Административный округ Кобленц[нем.], центр — Кобленц
4. Административный округ Трир, центр — Трир
5. Административный округ Ахен[нем.], центр — Ахен

Кроме того, Рейнская провинция частично обслуживала административные дела округа Зигмаринген, формально не входящего ни в какую провинцию и подчиняющегося напрямую министерствам в Берлине.

### Веймарская республика
По окончании Первой мировой войны по результатам Версальского договора территория Саарской области была фактически отделена от Рейнской провинции и вместе с бывшим баварских районом Саар-Пфальц переведена под управление Лиги Наций.
Большая часть Рейнской провинции в течение 1918—1930 годов находилась под оккупацией Франции, Британии, Бельгии и США. Кроме этого, Сиам также недолгое время оккупировал один немецкий город.
1 августа 1929 года была произведена административная реформа в рейнско-вестфальском регионе, в ходе которой также был произведён небольшой обмен приграничными территориями между Рейнской провинцией и провинцией Вестфалия. В частности в Рейнскую провинцию был переведён город Остерфельд, который одновременно был включён в состав более крупного Оберхаузена.
Указом от 1 октября 1932 года был произведён обмен эксклавами между несколькими прусскими провинциями. В частности, район Ветцлар был переведён из округа Кобленц Рейнской провинции в состав округа Висбаден провинции Гессен-Нассау.

### Третий рейх
После возвращения Саара под контроль нацистской Германии в 1935 году эта территория не была вновь присоединена к Рейнской области, а сохранила особый статус под названием Саарланд и управлялась специальным рейхскоммисаром, функцию которого выполнял гауляйтер партийного гау Саар-Пфальц. В будущем планировалось создание нового рейхсгау Вестмарк, куда вошли бы также оккупированные французские территории, однако эти планы так и не были осуществлены.

### После войны

Земля Северный Рейн на территории британской зоны оккупации, 1946 год

После 1945 года территория Рейнской провинции оказалась разделена на две оккупационные зоны. Округа Аахен, Дюссельдорф и Кёльн оказались в британской, а Кобленц и Трир — во французской зонах. После долгих дебатов о возможности создания нового независимого государства Rhenania на территории бывших Рейнской провинции и провинции Вестфалия, а также Саарской области, эта идея всё же была отклонена. Также была отклонена и идея международного четырёхстороннего контроля над Рейнской областью, так как американцы не хотели допустить контроля Советского союза над Руром. Наконец, 21 июня 1946 года в Лондоне было принято решение о создании в пределах британской зоны нового административного образования — земли Северный Рейн-Вестфалия, в которую вошла территория бывшей провинции Вестфалия и северная часть Рейнской провинции.
Французская оккупационная зона не имела однородной структуры и состояла из мелких прусских, баварских и гессенских «остатков». Эта территория первоначально была организована в административное образование Средний Рейн-Саар, однако ещё в 1945 году была реорганизована в Рейнланд-Гессен-Нассау. Сюда кроме южной части бывшей Рейнской провинции также входила и часть территории провинции Нассау. В это же время на оставшейся под французским контролем территории было создано административное образование Гессен-Пфальц. После долгих споров о судьбе региона в Париже 30 августа 1946 года было принято решение о создании земли Рейнланд-Пфальц. Саар до 1 января 1957 года оставался под французским протекторатом, после чего вошёл в состав ФРГ в качестве отдельной федеральной земли.

## География и экономика
Территория провинции располагалась в южной половине в гористой местности, большей частью покрытой лесом, а в северной части — на плодородной равнине. Основная река провинции — Рейн, протекающий по территории региона на протяжении 335 км, и его притоки: Сайн, Вид, Зиг, Вуппер, Рур, Эммер, Липпе, Наге, Мозель, Нетте, Ар и Эрфт, a также притоки Мозеля и Мааса. Из озёр наиболее значительными являлись Лаахское, на Эйфеле.
На территории провинции были значительно развиты садоводство, огородничество и виноделие (в долинах). Выращивались рожь, пшеница, ячмень, картофель, овёс. В то же время производство хлеба было недостаточно для потребностей населения региона. Из промышленных растений возделывались свекловица, табак, хмель, лен, пенька и рапс. Было развито скотоводство, в том числе разведение крупного рогатого скота, овец, свиней и лошадей.
Главным богатством провинции были минеральные продукты, добывались каменный и бурый уголь, железные, цинковые, свинцовые, медные и марганцевые руды, гипс, кровельный сланец, базальт и др. По обрабатывающей промышленности Рейнская провинция занимала первое место среди всех прусских провинций. Здесь выпускались чугун, свинец, цинк, серебро, Главные пункты чугуно- и сталелитейного производства располагались в Эссене, Обергаузене, Дуйсбурге, Дюссельдорфе, Кёльне, Дейце, Эшвейлере и Нейнкирхене. Провинция славилась своими стальными изделиями, производством жести, иголок, шерстяных изделий, шелковых, полушелковых, хлопчатобумажных и льняных тканей, кожи, стеклянных изделий, фаянсовой посуды, изразцы, мозаики и т. д. В регионе активно развивалась торговля, которой способствовала густая сеть водяных и рельсовых путей сообщения. Главные торговые центры располагались в городах: Кёльн, Кобленц, Мюльхайм, Дюссельдорф, Дуйсбург, Рурорт и Везель.
В провинции располагался Боннский Университет и Высшая техническая школа в Аахене.

## Население

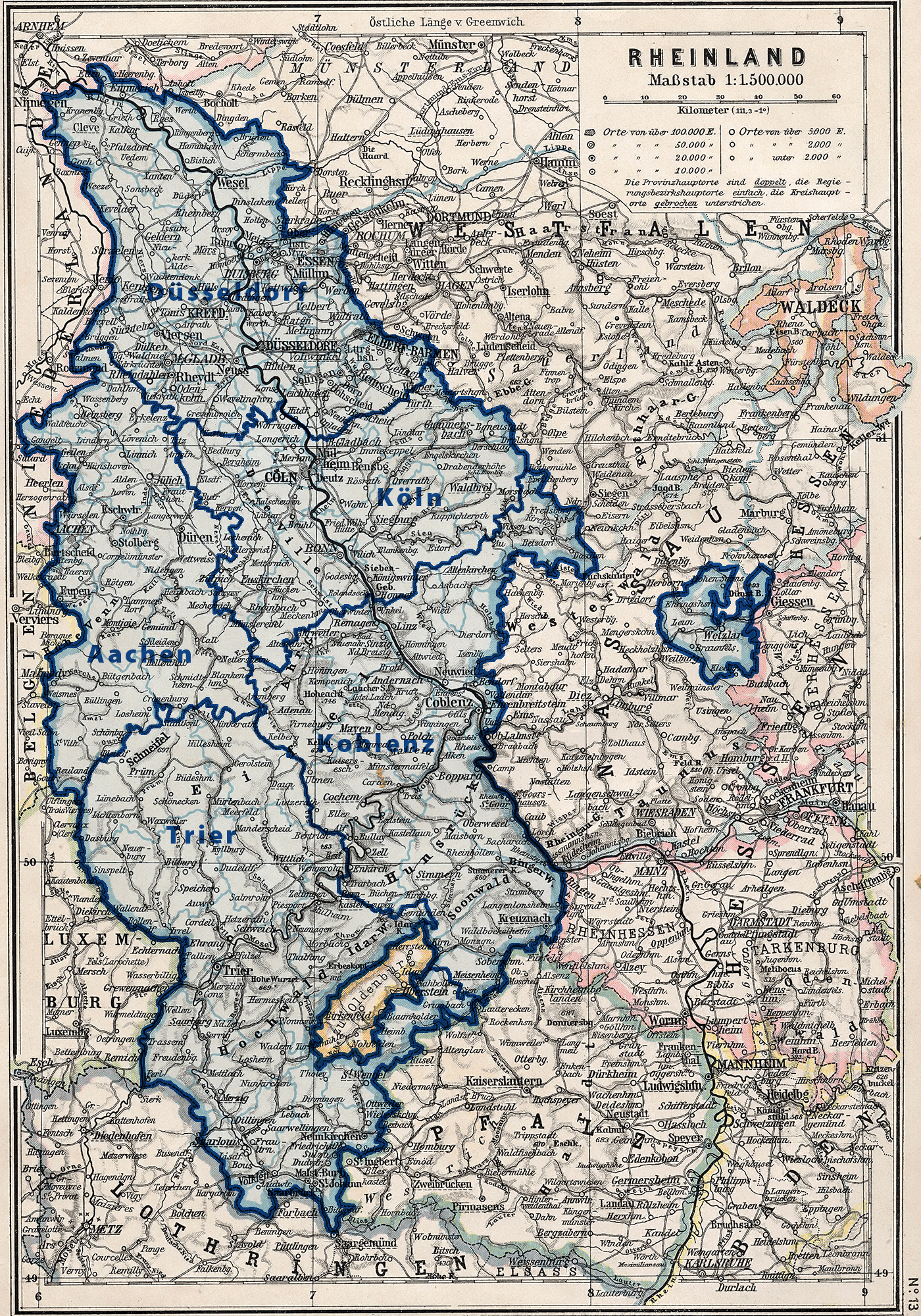
Карта Рейнской провинции, 1905 год

### Статистические данные
В 1895 году в провинции проживало 2 698 549 жителей, из них 2 496 337 протестантов и 187 559 католиков. Также имелись и представители других христианских конфессий (6492 человек) и евреи (7850 человек). Подавляющее большинство населения составляли немцы.
Территория и население Рейнской провинции в 1900 году:
| Административный округ | Площадь, км² | Население, чел. | Количество районов | Количество районов |
| Административный округ | Площадь, км² | Население, чел. | сельских           | городских          |
| ---------------------- | ------------ | --------------- | ------------------ | ------------------ |
| Округ Кобленц          | 6.205,81     | 682.454         | 13                 | 1                  |
| Округ Дюссельдорф      | 5.473,10     | 2.599.806       | 16                 | 9                  |
| Округ Кёльн            | 3.977,21     | 1.021.878       | 10                 | 2                  |
| Округ Триер            | 7.183,71     | 840.696         | 12                 | 1                  |
| Округ Ахен             | 4.155,17     | 614.964         | 10                 | 1                  |
| Всего по провинции     | 26.995,00    | 5.759.798       | 61                 | 14                 |

Территория и население Рейнской провинции в 1925 году (после отделения Саара):
| Административный округ | Площадь, км² | Население, чел. | Количество районов | Количество районов |
| Административный округ | Площадь, км² | Население, чел. | сельских           | городских          |
| ---------------------- | ------------ | --------------- | ------------------ | ------------------ |
| Округ Кобленц          | 6.208        | 792.574         | 13                 | 1                  |
| Округ Дюссельдорф      | 5.496        | 3.866.119       | 9                  | 12                 |
| Округ Кёльн            | 3.978        | 1.434.827       | 10                 | 2                  |
| Округ Триер            | 5.697        | 474.873         | 9                  | 1                  |
| Округ Ахен             | 3.167        | 688.585         | 8                  | 1                  |
| Всего по провинции     | 24.539       | 7.256.978       | 49                 | 17                 |

Религиозный состав населения в 1925 году: 66,8 % — католики; 30,1 % — протестанты; 0,1 % — другие христианские конфессии; 0,8 % — евреи; 2,2 % — прочие конфессии.
Площадь и численность населения провинции и отдельных её административных округов по состоянию на 17 мая 1939 года в границах на 1 января 1941 года и количество районов на 1 января 1941 года (после аннексии Восточной Бельгии):
| Административный округ      | Площадь, км² | Население, чел. | Количество районов | Количество районов |
| Административный округ      | Площадь, км² | Население, чел. | сельских           | городских          |
| --------------------------- | ------------ | --------------- | ------------------ | ------------------ |
| Округ Кобленц               | 6.553,87     | 871.624         | 11                 | 1                  |
| Округ Дюссельдорф           | 5.496,86     | 4.183.235       | 13                 | 9                  |
| Округ Кёльн                 | 3.978,46     | 1.595.677       | 7                  | 2                  |
| Округ Триер                 | 5.321,49     | 495.730         | 8                  | 1                  |
| Округ Ахен, в том числе:    | 4.182,63     | 836.418         | 9                  | 1                  |
| без Эйпен-Мальмеди-Мореснет | 3.126,24     | 769.564         |                    |                    |
| Эйпен-Мальмеди-Мореснет     | 1.056,39     | 66.854          |                    |                    |
| Всего по провинции          | 25.533,31    | 7.982.684       | 48                 | 14                 |

### Городское и сельское население
Распределение населения по различным типам населённых пунктов в зависимости от их величины по общему количеству жителей, согласно данным переписи населения 1925 года и по состоянию на 17 мая 1939 года:
| Год  | Доля населения по категориям населённых пунктов по числу жителей | Доля населения по категориям населённых пунктов по числу жителей | Доля населения по категориям населённых пунктов по числу жителей |
| Год  | менее 2.000 жителей                                              | 2.000 — 100.000 жителей                                          | более 100.000 жителей                                            |
| ---- | ---------------------------------------------------------------- | ---------------------------------------------------------------- | ---------------------------------------------------------------- |
| 1925 | 18,0 %                                                           | 40,8 %                                                           | 41,2 %                                                           |
| 1939 | 15,2 %                                                           | 34,9 %                                                           | 49,9 %                                                           |

Крупнейшими городами Рейнской провинции являлись (по данным 1925 года):
- Кёльн — 700.222 чел.
- Эссен — 470.524 чел.
- Дюссельдорф — 432.633 чел.
- Дуйсбург — 272.798 чел.
- Бармен — 187.099 чел.
- Эльберфельд — 167.577 чел.
- Ахен — 155.816 чел.
- Крефельд — 131.098 чел.
- Мюльхайм — 127.400 чел.
- Хамборн[нем.] — 126.618 чел.
- Мёнхенгладбах — 115.302 чел.
- Оберхаузен — 105.436 чел.

В 1929 году города Бармен, Эльберфельд и ещё несколько более мелких городов и поселений были объединены в новый город Вупперталь, а город Хамборн включён в состав Дуйсбурга.

## Обер-президенты

Герб Рейнской провинции

Пост обер-президента введён в Пруссии согласно указу от 30 апреля 1815 года об улучшении организации провинциального управления (нем. Verordnung wegen verbesserter Einrichtung der Provinzial-Behörden). В 1822 году объединённую провинцию возглавил действующий обер-президент провинции Нижний Рейн.
| Годы      | Обер-президент                      | Партия  |
| --------- | ----------------------------------- | ------- |
| 1822—1831 | Карл фон Ингерслебен                |         |
| 1831—1834 | Филипп фон Пестель                  |         |
| 1834—1842 | Эрнст Альберт фон Бодельшвинг       |         |
| 1842—1845 | Эдуард фон Шапер                    |         |
| 1845—1848 | Франц Аугуст Айхман                 |         |
| 1848—1848 | Эдуард фон Мёллер                   |         |
| 1848—1850 | Франц Аугуст Айхман                 |         |
| 1850—1851 | Рудольф фон Ауэрсвальд              |         |
| 1851—1858 | Ганс Гуго фон Клейст-Рецов          |         |
| 1858—1871 | Адольф фон Поммер Эше               |         |
| 1872—1889 | Мориц фон Барделебен                |         |
| 1889—1890 | Ганс Герман фон Берлепш             |         |
| 1890—1905 | Бертольд фон Нассе                  |         |
| 1905—1910 | Клеменс Фрайхерр фон Шорлемер-Лизер |         |
| 1910—1918 | Георг фон Райнбаден                 |         |
| 1918—1922 | Рудольф Феликс Йозеф фон Гроте      |         |
| 1922—1933 | Йоханнес Фукс                       | Центрум |
| 1933—1935 | Герман фон Люнинк                   |         |
| 1935—1945 | Йозеф Тербовен                      | НСДАП   |
| 1945—1945 | Йоханнес Фукс                       | Центрум |